# Koltai János
Koltai János (Budapest, 1935. június 8. –) Jászai Mari-díjas magyar színész, díszlettervező,  filmrendező, képzőművész.

## Életpályája
Sokoldalú művész. Színészként elsősorban karakterszerepek megformálásával aratott sikert. Több előadás díszleteit is ő tervezte. A Budapest Filmstúdió és a Balázs Béla Filmstúdió munkatársa volt, ahol kisfilmeket készített. A Képzőművészeti Főiskolán 1959-ben, a Színház- és Filmművészeti Főiskolán pedig 1963-ban végzett. Akkor szerződött a Szegedi Nemzeti Színházhoz, ahol két évet töltött. 1965 óta a Madách Színház tagja. 1990-ben Székesfehérvárott önálló képzőművészeti tárlata volt. A Szomszédok című ikonikus magyar teleregény mindig tettre és vállalkozásra kész karakterét, Gábor Gábort játszotta a kezdetektől a sorozat végéig.
Budapesti otthona mellett sok időt tölt ádándi házában is.

## Színpadi szerepei
- Bertolt Brecht: A kaukázusi krétakör (Énekes)
- Samuel Beckett: Ó, azok a szép napok! (Willie)
- Kuroszava Akira-Müller Péter: A vihar kapujában (Favágó)
- Gorkij: Éjjeli menedékhely (Klascs)
- Bródy Sándor: A tanítónő (Tanító)
- Hubay Miklós-Ránki György-Vas István: Egy szerelem három éjszakája (Sándor, Károly)
- Friedrich Schiller: Ármány és szerelem (Kancellár)
- Hubay: Néró (Seneca)
- Szomory Dezső: II. Lajos (Szapolyai János)
- Illyés Gyula: Sorsválasztók (Tibor)
- Csehov: Sirály (Trigorin)
- Csehov: Három nővér (Szaljonij)
- Csehov: Cseresznyéskert (Firsz)
- Leigh-Wassermann: La Mancha lovagja (Don Quijote)
- Beckett: Godot-ra várva (Lucky)
- Gorkij: Kispolgárok (Besszemenov)
- Németh László: Széchenyi (Goldmark doktor, Széchenyi)
- Szophoklész: Oidipusz
- Miroslav Krleža: Terézvári garnizon (Báró Mihajlo von Waronigg)
- Tolcsvay-Müller-Müller: Mária evangéliuma (Gáspár)
- Shakespeare: Lear király (Gloucester)
- Molnár Ferenc: A testőr (A kritikus)
- Miller:Hegyi út (Tom Wilson)
- Peter Shaffer: Amadeus (II. József)
- Schiller: Stuart Mária (Talbot gróf)
- Stendhal: Vörös és fekete (Pirard abbé)
- Anouilh: Beckett (Lajos király)
- Sorkin: Becsületbeli ügy (Matthew A. Markinson)
- Edmond Rostand: A sasfiók (Metternich)
- Kosztolányi Dezső-Tasnádi: Édes Anna (Vízy)
- Németh László: Cseresznyés (Cseresznyés Mihály)
- John Steinbeck: Egerek és emberek (Candy)
- Webber: Az Operaház Fantomja:Monsieur Lefevre
- Shakespeare: Hamlet (Hamlet atyja szelleme, Színészkirály)

## Filmjei

### Játékfilmek
- Játék (1959; rövid játékfilm)
- Két félidő a pokolban (1961)
- Elveszett paradicsom (1962)
- Oldás és kötés (1963)
- Pacsirta (1963)
- Új Gilgames (1963)
- Így jöttem (1964)
- Déltől hajnalig (1964)
- Tízezer nap (1965)
- Szegénylegények (1965)
- Nem (1965)
- Tilos a szerelem (1965)
- Hogy szaladnak a fák (1966)
- Hideg napok (1966)
- Utószezon (1966)
- Egy szerelem három éjszakája (1967)
- A völgy (1967)
- Keresztelő (1967)
- A múmia közbeszól (1967)
- A koppányi aga testamentuma (1967)
- Földobott kő (1968)
- Hazai pálya (1968)
- Falak (1968)
- A Hamis Izabella (1968)
- Csend és kiáltás (1968)
- Próféta voltál szívem (1968)
- Pokolrév (1969)
- Égi bárány (1970)
- Ítélet (1970)
- Arc (1970)
- Szemtől szemben (1970
- Még kér a nép (1971)
- Holt vidék (1971)
- Házasságtörés (1972)
- Romantika (1972)
- A magyar ugaron (1972)
- Segesvár (1974)
- Labirintus (1976)
- Magyarok (1977)
- Bekötött szemmel (1977)
- Rosszemberek (1979)
- Klapka légió (1983)
- Érzékeny búcsú a fejedelemtől (1986)
- Julianus barát (1991)
- Valamicske a banditák lelkéből (1993 - rövid játékfilm)
- Lili (2003)
- Magyar Passió (2021)

### Tévéfilmek
- Május (1963)
- Princ, a katona (1967) Ezredorvos, az Idegenlégió epizód
- VII. Olivér (1969)
- Az ezeregyedik kilométer (1972)
- Árny és szerelem (1972)
- Megtörtént bűnügyek (1974)
- Sakk, Kempelen úr! 1-3. (1976)
- Kántor (1976 - tévésorozat)
- Magellán (1977)
- Galilei (1977)
- A bunker (1978)
- Széchenyi (1983)
- Ágacska (1984)
- II. József (1985)
- Szomszédok (1987–1999)
- Randevú Budapesten (1987)
- A szivárvány harcosa (2001)
- A két Bolyai - Variációk egy drámára (2006)

## Díjai, elismerései
- Jászai Mari-díj (1976)
- Pécsi filmfesztivál-díj
- Állami Ifjúsági díj
- TV-kritikusok díja
- A veszprémi TV-fesztivál díja